# Andreas Munkert
Andreas Munkert (Norimberga, 7 marzo 1908 – Norimberga, 23 aprile 1982) è stato un calciatore tedesco, di ruolo difensore.

## Palmarès

### Club

#### Competizioni nazionali
- Campionato tedesco: 1

Norimberga: 1935-1936
- Coppa di Germania: 1

Norimberga: 1935